# John Carlin
John Carlin de la Torre(Londres, 12 de maig de 1956) és un escriptor i periodista anglès. La seva activitat professional s'ha centrat en política i esport. Segons explica en un dels seus darrers articles (10.03.2024), actualment viu a Barcelona.
El seu llibre Playing the Enemy (en català titulat El factor humà), publicat el 2008, va tenir gran acceptació entre el públic i la crítica literària. La pel·lícula Invictus, estrenada el 2009, es va inspirar en aquesta obra de Carlin.

## Vida personal
John Carlin és fill de pare escocès i mare espanyola. Va passar els tres primers anys de vida al Nord de Londres, per traslladar-se posteriorment a Buenos Aires (Argentina), ja que el seu pare va ser destinat a l'Ambaixada Britànica en aquest país. De retorn a Anglaterra va ser educat en un internat de Ludlow (Shropshire), cursant posteriorment estudis de Llengua i Literatura Anglesa a la Universitat d'Oxford. Està separat i té un fill.

## Carrera professional
Carlin va començar la seva carrera professional al Buenos Aires Herald, on va denunciar amb freqüència al règim militar argentí d'aquella època i la seva política de desaparicions forçades. D'aquí va anar a Mèxic a treballar inicialment pel Times de Londres i al cap d'un any es va desplaçar a Centreamèrica on va cobrir les guerres de la regió per, a més del Times, la BBC, ABC ràdio (USA), CBC ràdio (Canadà), Sunday Times i Toronto Star. Va viure un temps a El Salvador i Nicaragua. En 1986 es va incorporar a l'acabat d'inaugurar Independent com a corresponsal a Mèxic i Centreamèrica. Carlin va ocupar el càrrec de corresponsal en cap del diari The Independent a Sud-àfrica entre 1989 i 1995. En 1993 va escriure i va presentar un documental per a la BBC sobre la tercera força sud-africana, el seu primer treball en televisió.
Entre els anys 1995 i 1998 va ser destinat com a corresponsal en cap als Estats Units per al mateix diari.
El 1997 va escriure un article titulat "A Farewell to Arms" (Adéu a les armes) per a la revista Wired que tractava sobre la guerra informàtica. Aquest article va servir de base per al guió de la fallida pel·lícula de 1999 WW3.COM. Encara que no va arribar a veure la llum, una altra pel·lícula, Live Free or Die Hard llançada el 2007, va reprendre les idees de l'article de John Carlin.
En 1999 va treballar com a guionista i entrevistador en un capítol de la sèrie Frontline de la PBS nord-americà titulat «The Long Walk of Nelson Mandela» (la Llarga Marxa de Nelson Mandela). Aquest capítol va ser també retransmès a Sud-àfrica per la SABC sota el títol The First Accused.
El 2000, un altre article de John Carlin va servir de base per al guió del documental de Channel 4 Maradona - Kicking the Habit (Maradona, deixant l'hàbit). Aquest mateix any Carlin va guanyar el Premi Ortega y Gasset atorgat pel periòdic espanyol El País per un article en aquest mateix diari. Entre 2004 i 2008 va treballar com a escriptor sènior a El País.
Ha escrit, entre altres mitjans, per The Times, The Financial Times, The New York Times. Wall Street Journal, New Statesman, New Republic, The Observer, The Guardian i The Daily Mail. Ha treballat en documentals de televisió per a la BBC, PBS, ESPN, Channel Four i Canal Plus, Espanya. Escrivia dues columnes a El País (fins a octubre de 2017), El Corner Inglés i El Factor Humà. Va ser acomiadat d'aquest diari l'11 d'octubre de 2017 per escriure un article a The Times titulat «Catalan independence: arrogance of Madrid explains this chaos».

## Nelson Mandela
Bona part de l'obra de Carlin ha versat sobre la política de Sud-àfrica, la qual cosa li va portar a forjar una bona relació personal amb Nelson Mandela, president de Sud-àfrica entre 1994 i 1999.
Per a John Carlin va ser sorprenent com Mandela va aconseguir reconduir els sentiments negatius de la seva gent cap a la reconciliació. Carlin considera que "el fantàstic és que, com a ésser humà, sentia molta ràbia pel que la seva família va sofrir, però va tenir la intel·ligència d'anteposar els interessos del seu país i va entendre que no aconseguiria l'objectiu de la democràcia si anava pel camí de la venjança".
En una entrevista realitzada el 1998, Mandela va dir sobre ell que "el que tu vas escriure i la forma d'exercir la teva feina en aquest país van ser absolutament magnífiques, era absolutament inspirador. Has estat molt valent dient coses que molts periodistes mai haguessin dit." Mandela va escriure la introducció del llibre de Carlin en espanyol Heroica Terra Cruel publicat el 2004.
L'agost de 2008 va publicar el llibre Playing the Enemy: Nelson Mandela and the Game that Made a Nation (titulat en català El factor humà), que se centra en les accions del president Mandela el 1995 durant la Copa Mundial de Rugbi que va tenir lloc a Sud-àfrica. El llibre reflecteix com Nelson Mandela es va proposar conquerir al bàndol oposat en els seus anys de presó, aconseguint la seva llibertat i arribant a ocupar el càrrec de president. Des del seu alt càrrec Mandela va aconseguir bregar amb blancs i negres per assegurar la unió d'un país dividit per cinquanta anys d'odi racial i que es trobava a la vora d'una guerra civil, mostrant també la seva inclinació per l'esport com a mètode d'unió entre tots dos bàndols.Per a la seva elaboració es va basar en diverses entrevistes realitzades entre 2000 i 2007 a destacats personatges de la vida política i esportiva sud-africana, valent-se a més del seu treball com a corresponsal a Sud-àfrica per The Independent. Playing the Enemy va ser posteriorment portat al cinema, servint com a base i inspiració a la pel·lícula estrenada en 2009 Invictus; dirigida per Clint Eastwood i Morgan Freeman interpretant el personatge de Mandela. Els guionistes de la pel·lícula van estar consultant a Carlin durant una setmana en la seva residència de Barcelona sobre l'adaptació del llibre al cinema.
Tant en el llibre El factor humà com en la posterior pel·lícula portada al cinema (Invictus) s'esmenta el poema de William Ernest Henley (1849–1903) escrit el 1875 i del que Mandela va fer ús en els seus anys de presó perquè li ajudés a suportar el seu empresonament. Els dos versos que tanquen el poema són, potser, els que millor resumeixen l'esperit de llibertat que es troba en la seva lectura; "Sóc l'amo del meu destí: sóc el capità de la meva ànima."

## Filmografia
- The Long Walk of Nelson Mandela Frontline (1999)
- Live Free or Die Hard (2007)
- Invictus (2009)
- the Sixteenth Man